# Buslijn 46 (Amsterdam)
Buslijn 46 waren vijf voormalige buslijnen van het GVB Amsterdam. De laatste lijn 46 was de vijfde buslijn in Amsterdam met het lijnnummer 46 en bestond van 2007-2013 en werd gereden met bussen uit garage Zuid-Amstel. Tussen 1965 en 2006 hebben er echter ook nog 4 andere buslijnen met het nummer 46 bestaan met geheel andere routes maar wel met het nummer 46.

## Geschiedenis

### Lijn 46 I

#### Lijn 22
Op 9 januari 1961 werd een spitslijn 22 ingesteld tussen Osdorp en de Spuistraat. In de ochtendspits werd naar het centrum gereden en in de middagspits vanuit het centrum.

#### Lijn 46
Op 18 oktober 1965 werd lijn 22 vernummerd in lijn 46 en reed in één richting tussen het Osdorper Ban en de Spuistraat. In de ochtendspits reed de lijn vanaf de Spuistraat door via het Spui, Rokin, Vijzelstraat en Stadhouderskade tot het begin van Overtoom. In de middagspits begon de lijn in de Spuistraat en reed via dezelfde route als in de ochtendspits naar de Overtoom en vandaar naar Osdorp. De lijn heeft nooit een routewijziging gehad en op 15 oktober 1971 reed de lijn voor het laatst in verband met de invoering van de eerste fase van Lijnen voor morgen waarbij tramlijn 1 naar Osdorp werd verlegd.

### Lijn 46 II
De tweede lijn 46 werd op 30 september 1973 ingesteld tussen Centraalstation en Amstelstation om de werknemers in het Industriegebied Overamstel een rechtstreekse verbinding met het Centraalstation te geven in aanvulling op lijn 41. Het eindpunt bevond zich op de Joan Muyskenweg. De lijn had een spits tegengesteld aan die van lijn 5 en 55 en daarom werd in 2 richtingen gereden en bood zo ook spitsversterking voor Bijlmerlijn 55 in plaats van leegritten. De lijn werd echter gereden door bussen van lijn 5.
In oktober 1977 werd lijn 41 opgeheven en werd geïntegreerd in lijn 46. Lijn 41E bleef wel bestaan. Sinds begin 1978 werden de ritten van lijn 5 (sinds 1 oktober lijn 56), 46 en 55 gecombineerd in één dienstregeling. Met de verlenging van de metro op 13 oktober 1980 werd lijn 55 opgeheven en werd lijn 46 beperkt tot een aangeplakt rondje door het Industriegebied Overamstel met Amstelstation als vertrekpunt waarbij de combinatie met lijn 56 verviel. In mei 1983 werd ook lijn 41E naar de J.E. Wenckebachweg geïntegreerd in lijn 46.
De bussen die 's ochtends op lijn 46 (of 49) reden zetten 's middags hun diensten voort op o.a. lijn 8 en 60/61.
Na de opening van de sneltram op 1 december 1990 bleef lijn 46 nog enige tijd rijden met een verlenging naar het nieuwe NS-/metrostation Duivendrecht in 1993. In mei 1994 werd lijn 46 opgeheven omdat door de komst van de sneltram het aantal passagiers sterk was gedaald ondanks de loopafstand vanaf de metrostations naar de bedrijven.

### Lijn 46 III
Na de verlenging van lijn 35 naar station Sloterdijk kreeg deze lijn een versterkingsdienst onder het lijnnummer 35E (vanuit garage west) tussen het Station Sloterdijk en de grafische school nabij de Isolatorweg en de Transformatorweg. Op 1 januari 1995 werd lijn 35E vernummerd in lijn 46 en werd opgeheven toen metrolijn 50 op 1 juni 1997 werd ingesteld en lijn 46 verving.

### Lijn 46 IV
In 2004 kwam er weer een nieuwe lijn 46 tussen Centraalstation en station Sloterdijk. Deze lijn had dezelfde eindpunten als lijn 48 en reed vanuit garage West. De lijn reed echter via de Haarlemmerweg en de Haarlemmer Houttuinen en bood versterking aan lijn 18. De lijn reed alleen maandag tot en met vrijdag overdag. Deze vierde lijn 46 werd in 2006 opgeheven in het kader van de optimalisatie van het lijnennet waarbij lijnen sneuvelden die te weinig passagiers vervoerde.

### Lijn 46 V

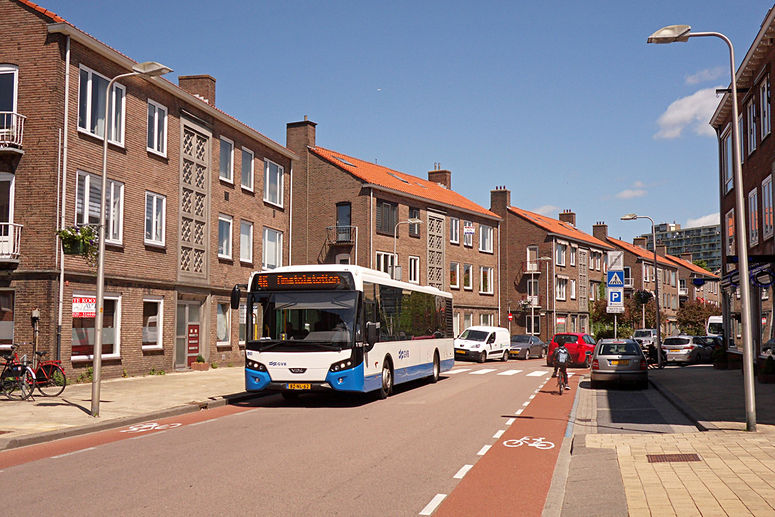
Lijn 46 in Diemen

In juni 2007 kwam er wederom een nieuwe lijn 46, na protesten van de in het kader van de optimalisatie gesneuvelde lijn 29; Ook deze lijn 46 verbond het Buikslotermeerplein met Holendrecht AMC via Diemen en Duivendrecht. Hierbij werd echter een langere, slingerende route door Diemen en Duivendrecht gereden omdat men (weer) een verbinding tussen deze twee plaatsen wilde creëren. Ook werd via de oude route van de opgeheven lijn 244 door Amstel III gereden. De lijn reed alleen maandag tot en met zaterdag overdag en reed tot 10 december 2011 vanuit garage Noord. Lijn 46 werd toen ingekort tot station Bijlmer en nam vanaf Diemen de route van de opgeheven lijn 136 richting Amstelstation over.
Met ingang van de jaardienstregeling 2014 is deze lijn 46 wegens gebrek aan voldoende passagiers opgeheven.